# Stations d'épuration d'Årsta

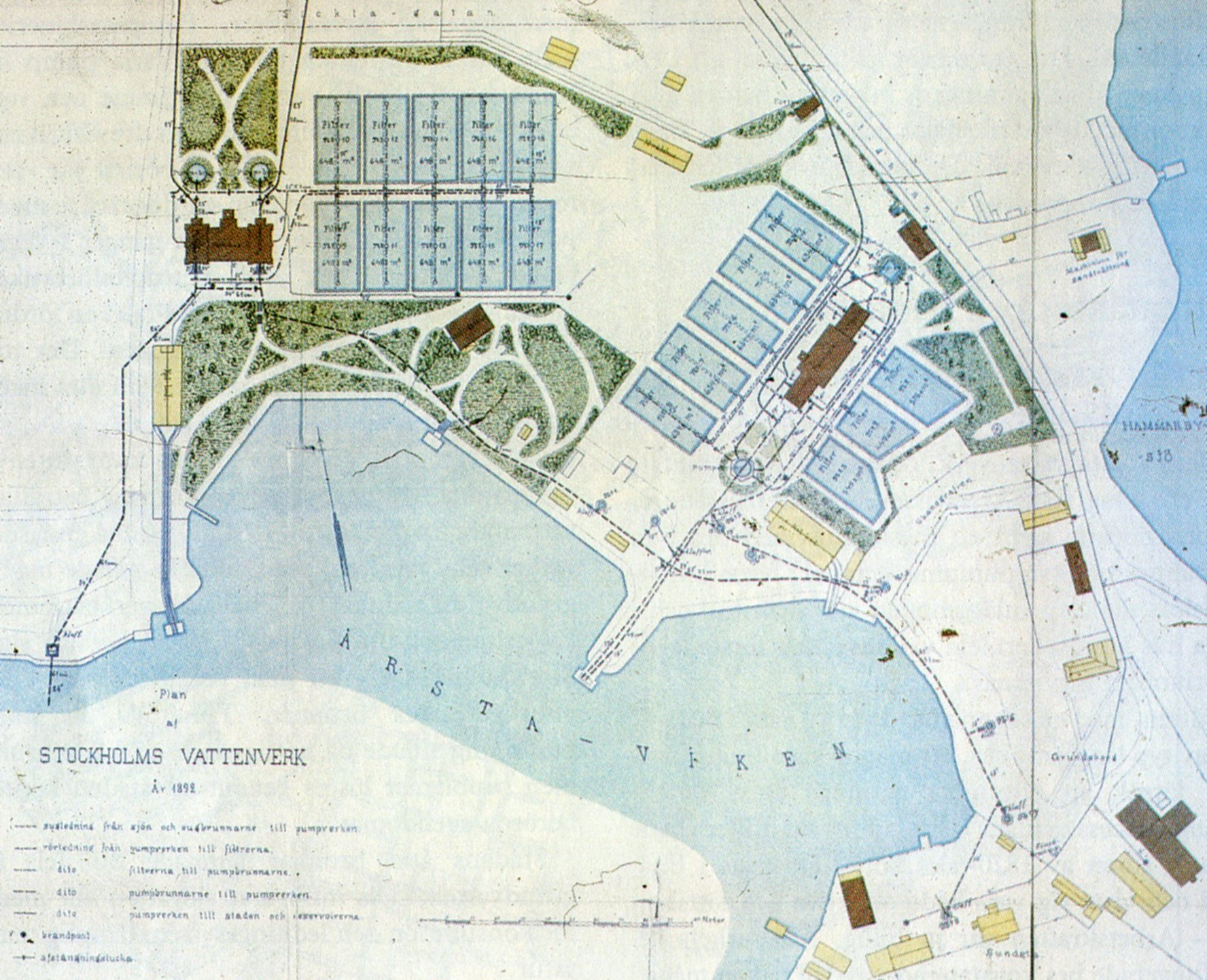
Plan des stations d'épuration de Skanstull et d'Eriksdal en 1892.

Les stations d'épuration de Skanstull (construite en 1861) et d'Eriksdal  (construite en 1884) étaient les deux premières centrales de production d'eau potable de Stockholm. Situées côte-à-côte sur les rives de la baie d'Årsta, dans le centre de la capitale suédoise, elles étaient appelées collectivement stations d'épuration d'Årsta.
Jusqu'au début du XXe siècle, toute l'eau potable consommée à Stockholm provenait de ces deux stations. Skanstull a été en service jusqu'en 1918, et Eriksdal jusqu'en 1923. Après leur fermeture, c'est la centrale d'épuration de Norsborg, ouverte en 1904, qui a assuré toute la distribution d'eau potable dans la capitale suédoise.

## Station de Skanstull

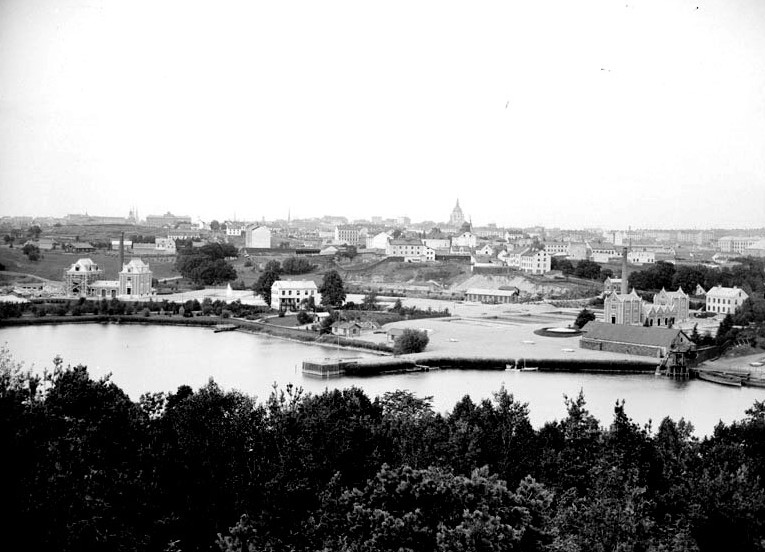
Les stations d'épuration d'Årsta vers 1891. On aperçoit à l'horizon l'église Catherine.

Au début du XIXe siècle, Stockholm est l'une des villes les plus insalubres d'Europe. Elle ne dispose en effet d'aucun système de traitement des eaux. Les puits sont peu nombreux, et l'eau qui en sort est souvent sale. Quant à l'eau du lac Mälar, consommée par de nombreux habitants, elle est polluée par les déjections et les ordures. 
En 1853, l'ingénieur Wilhelm Leijonancker propose un réseau de distribution d'eau pour Stockholm, et en 1861, la station d'épuration de Skanstull est inaugurée sur les rives de la baie d'Årsta. L'eau est prélevée au milieu de la baie, et en cas de besoin, il est aussi possible de pomper l'eau du lac Hammarby tout proche. Au même moment, et un kilomètre plus à l'ouest, on inaugure un château d'eau, puis un deuxième château d'eau est construit en 1876. Tous deux seront démolis dans les années 1930, pour laisser la place à l'hôpital Sud. 
À l'initiative d'Albert Lindhagen, de nombreux immeubles de Stockholm sont reliés au nouveau réseau de distribution d'eau potable. Les résultats sont immédiatement positifs. Entre 1861 et 1895, la mortalité dans la capitale baisse de 50 %, passant de 34 à 17 décès pour 1 000 habitants, alors même que la population augmente de 46 % entre 1880 et 1890.

## Station d'Eriksdal

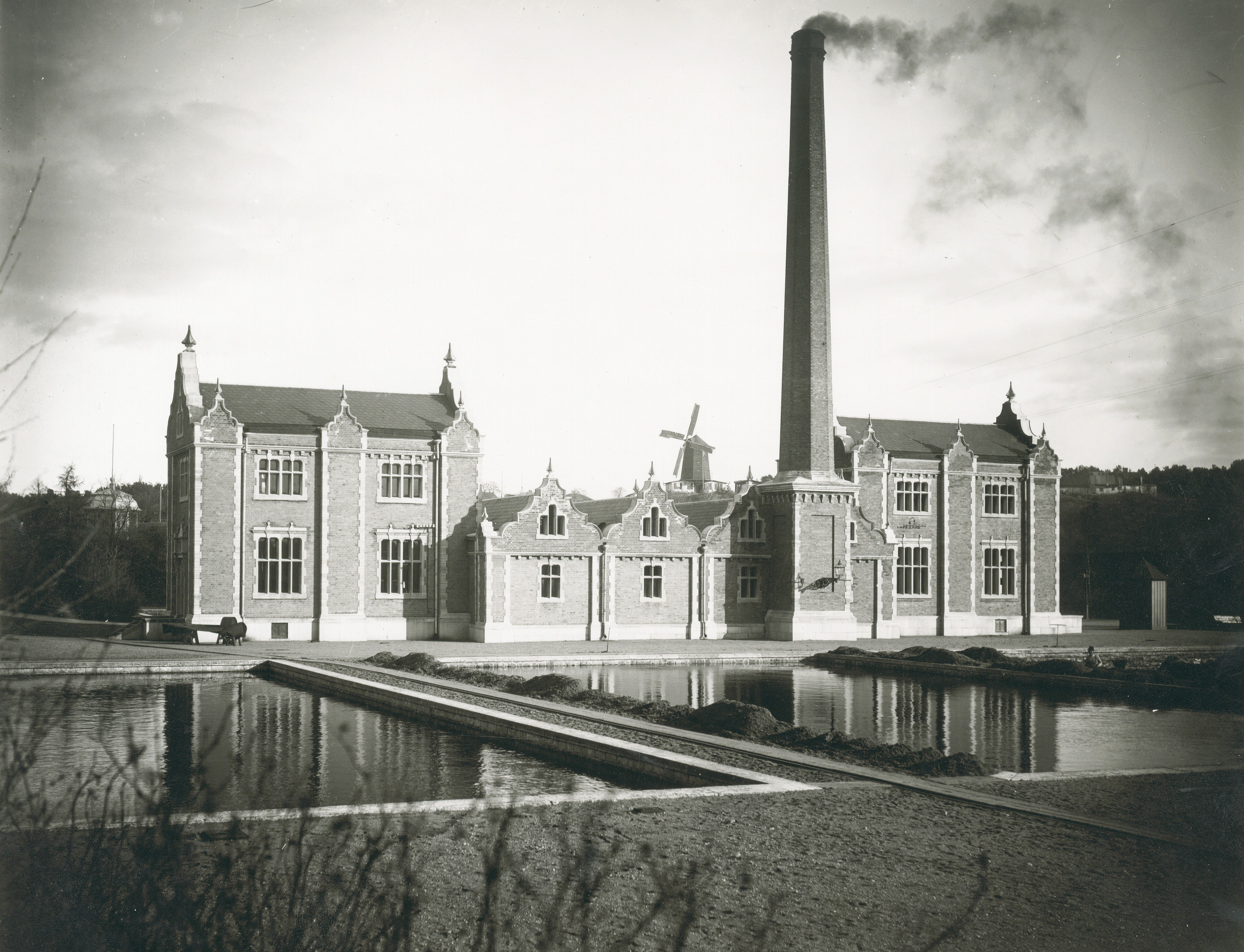
La station d'épuration d'Eriksdal en 1899.

La station de Skanstull se révèle rapidement insuffisante face à la croissance de la population de Stockholm. Ceci conduit à la construction de la station d'Eriksdal, sur un terrain immédiatement limitrophe. Inaugurée en 1884, elle reste en activité jusqu'au début des années 1920, servant toutefois uniquement de réserve pendant la dernière décennie. La qualité de l'eau de la baie d'Årsta est en effet jugée insuffisante. En 1923, toute l'activité est transférée vers la station d'épuration de Norsborg, et l'eau potable de Stockholm provient alors uniquement du lac Mälar. C'est encore le cas aujourd'hui.
Les anciens bassins de décantation de la station d'Eriksdal servent ensuite de site de baignade public pendant plusieurs décennies, jusqu'à la construction en 1962 d'une piscine de plein air sur les lieux. En 1999, dans le cadre de la candidature de Stockholm aux Jeux olympiques de 2004, une nouvelle piscine, couverte cette fois-ci, est construite au même endroit : la piscine d'Eriksdal. 
Il subsiste aujourd'hui quelques constructions qui ont appartenu au site d'épuration :
- un long bâtiment de briques rouges, situé près de la rive, qui abritait autrefois une station de pompage,
- une petite cabine en bois, également au bord de l'eau,
- un immeuble en pierre d'un étage, situé sous le pont de Skanstull, dans lequel se trouvaient autrefois les bureaux de la direction.

## Galerie

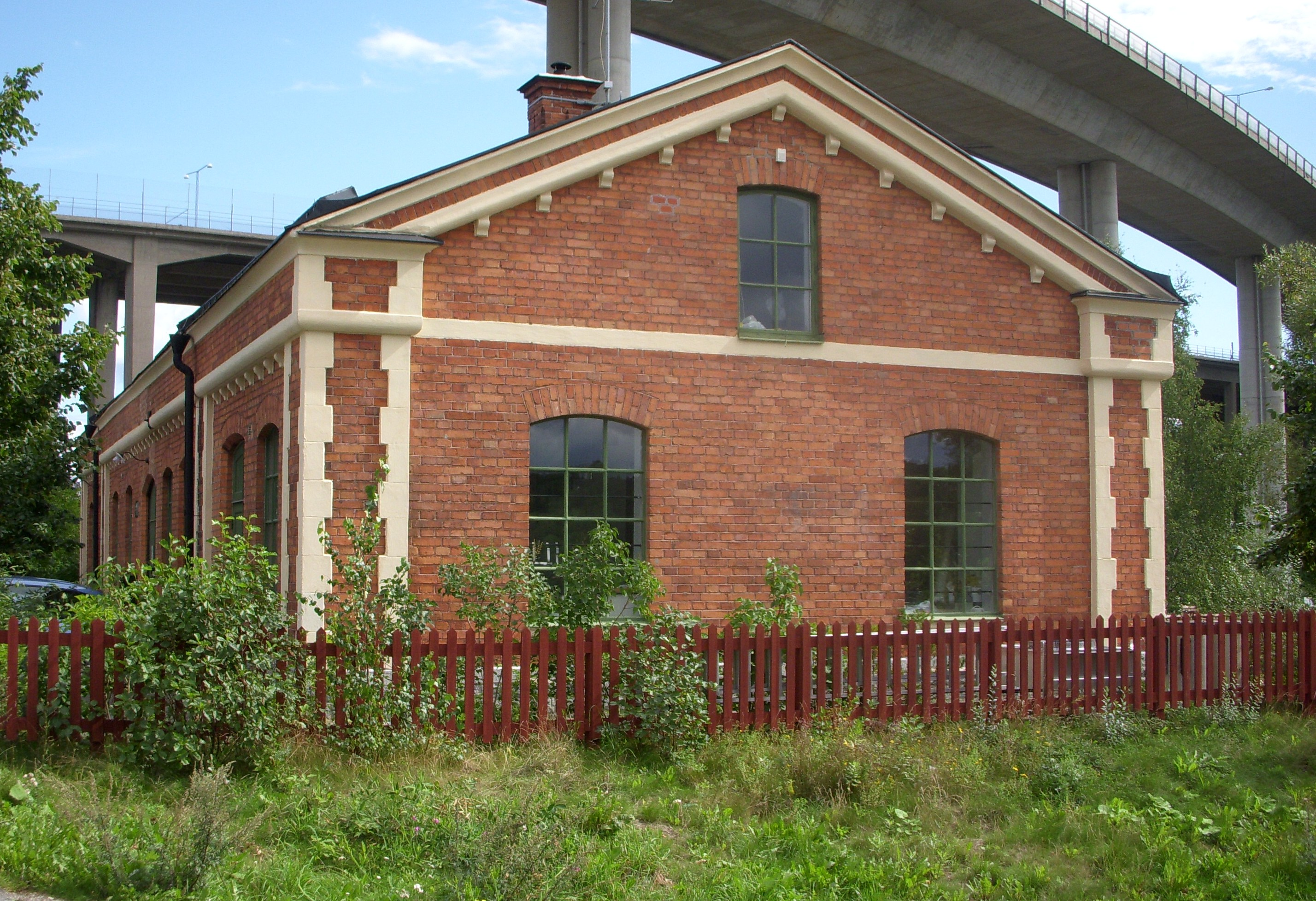
L'ancienne station de pompage.
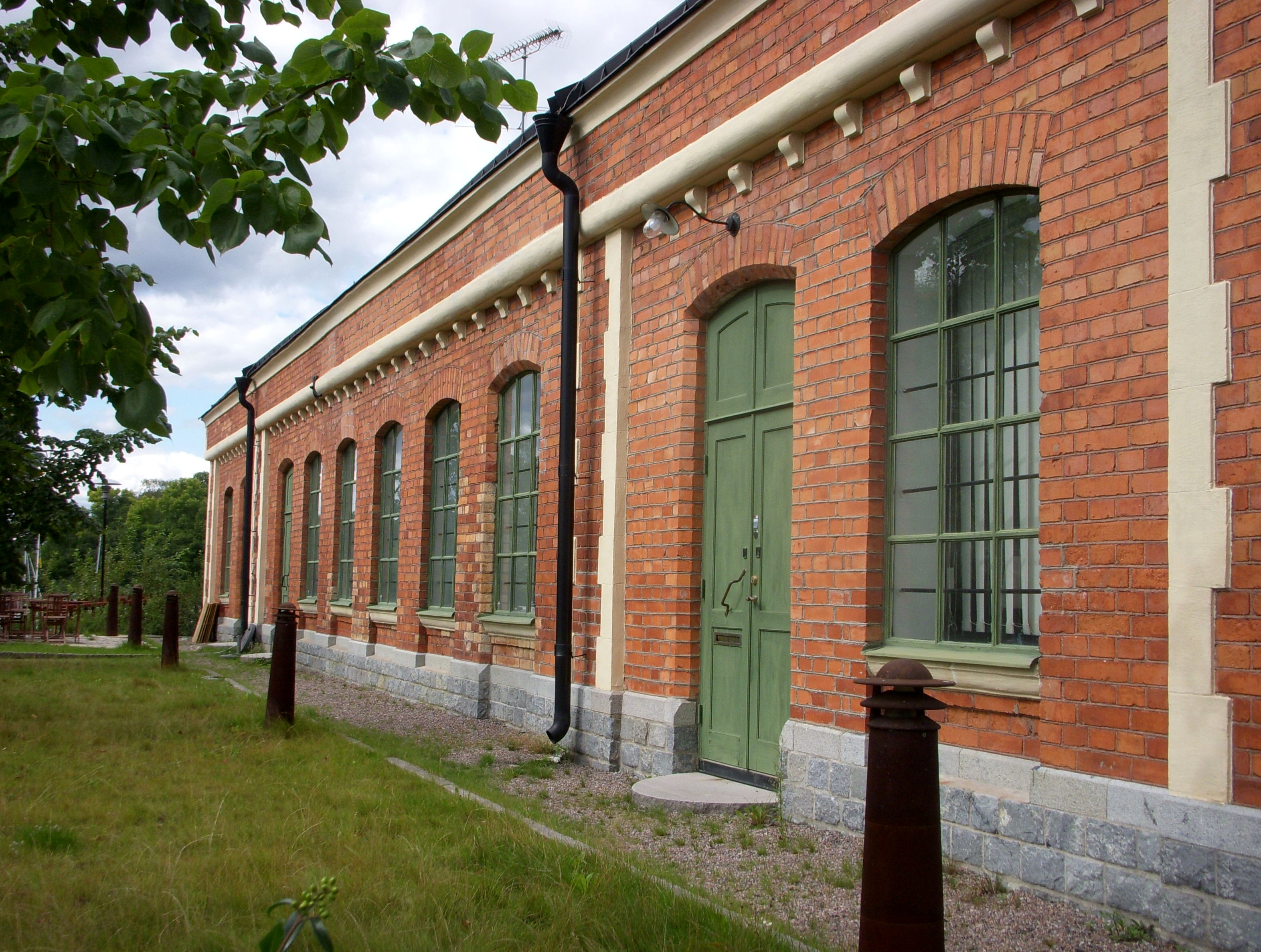
L'ancienne station de pompage.
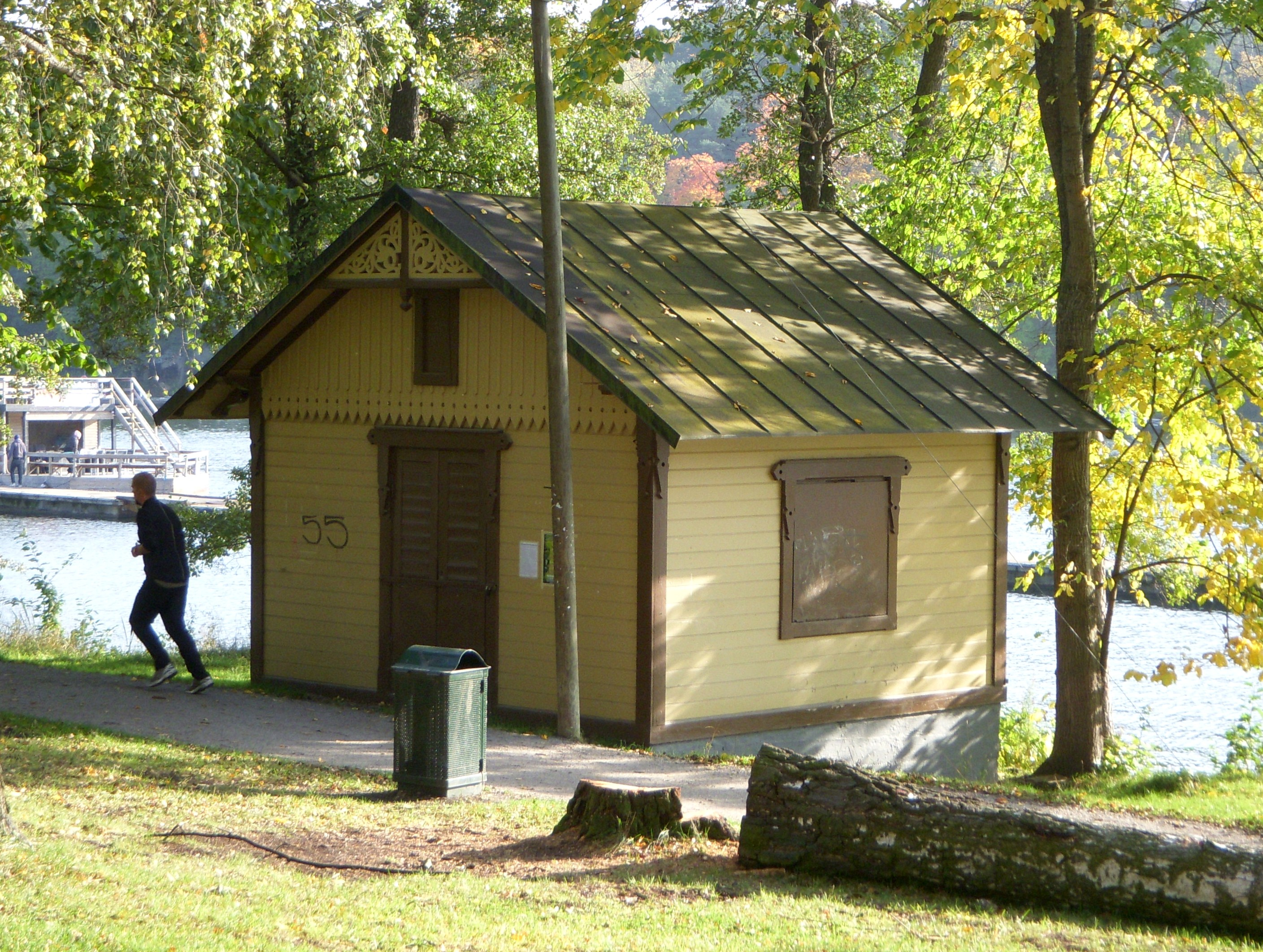
La cabine en bois.
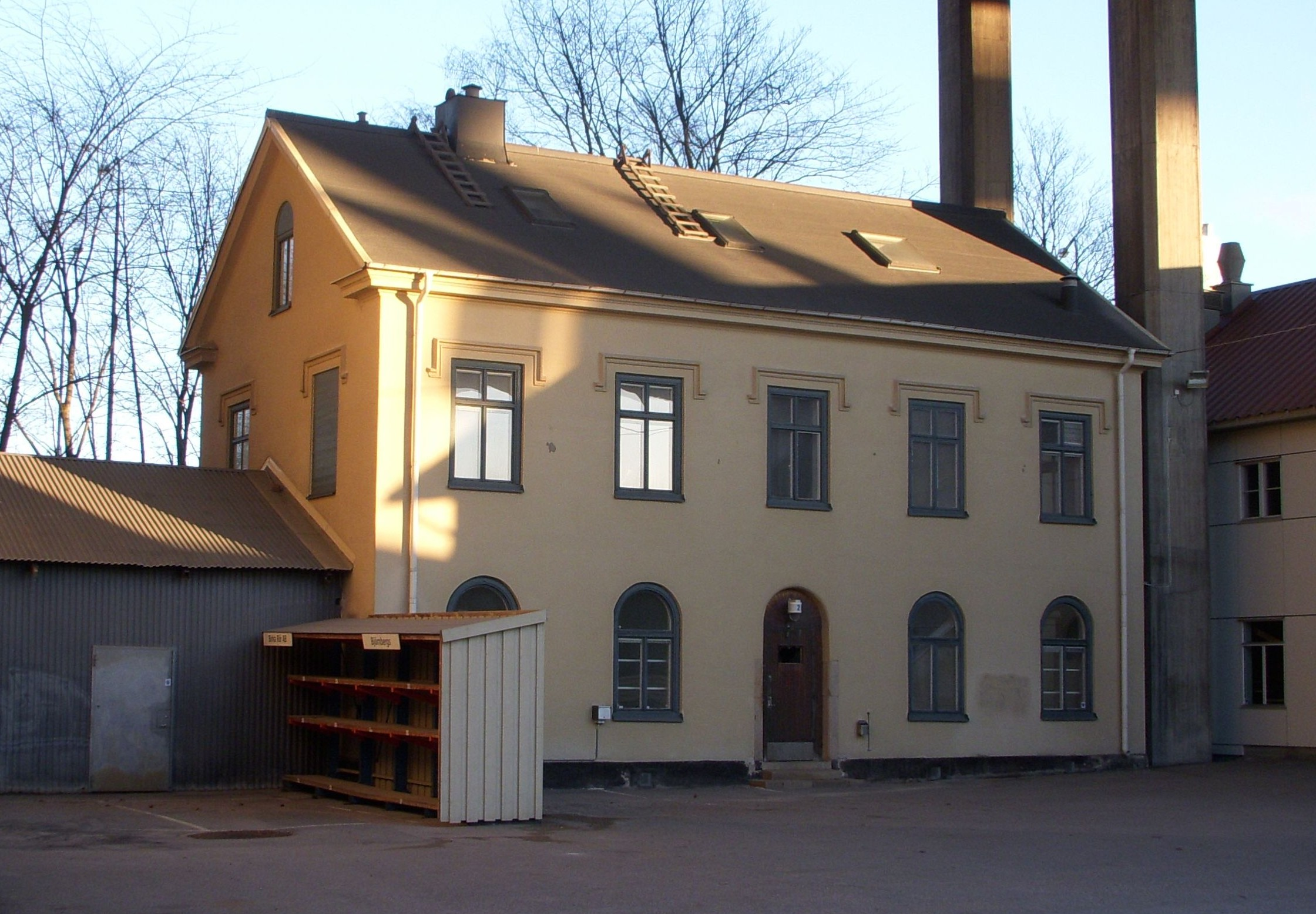
Les anciens bureaux, en 2008.